# Yandex Labs
Yandex Labs (Yandex Laboratories) — существовавшая в 2008—2015 годах дочерняя компания «Яндекс» в Кремниевой долине. Находилась по адресу: 299 S.California Ave, Suite 200, Palo Alto, CA 94306, USA, потом переехала в Сан-Хосе, была единственным офисом «Яндекса» в США.

## Краткие сведения

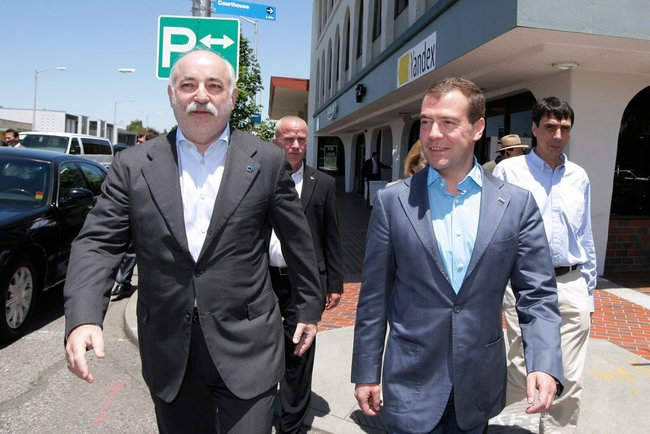
Президент России Дмитрий Медведев посещает офис «Яндекса» в Калифорнии, 24 июня 2010 года.

Об открытии нового офиса было объявлено 20 июня 2008 года с целью развития поисковых технологий. Красная лента нового офиса была перерезана в октябре того же года. Во главе подразделения компании стал Виш Махиджани, бывший глава поискового подразделения компании Yahoo!. Число сотрудников вначале составило примерно 20 человек. В конце мая 2009 года Виш перешёл в компанию Zynga, занимающейся разработкой социальных игр. В 2010 году исполнительным директором назначена Аня Барски. В июне 2010 года офис посетил Дмитрий Медведев в рамках своей поездки в США. В 2011 году подразделение было реструктуризовано: теперь оно стало заниматься исключительно индексацией англоязычных текстов (до этого «Яндекс Лабс» занималось также совершенствованием поисковых технологий). Были проведены кадровые перестановки.
С декабря 2011 года численность персонала Яндекс-Лабс начала сокращаться, в 2014 году офис переехал в небольшое помещение в Сан-Хосе, а в июне 2015 года Яндекс-Лабс прекратила свое существование.

## Разработки
Основной задачей калифорнийского офиса «Яндекса» являлась поддержка сервиса Yandex.com. Однако, помимо этого, «Яндекс Лабс» известен разработкой следующих продуктов компании:
- «быстрый» поисковый робот Orange — предназначен для индексации страниц часто обновляемых сайтов (сайты новостных агентств и т. д.). Совместная разработка калифорнийского и московского офисов компании[9].
- технология поиска в реальном времени (также совместно c офисом в Москве)[9].
- приложение Wonder («Чудо»), ориентированное исключительно на англоязычных пользователей, способное выдавать рекомендации на основе предпочтений друзей пользователя в социальных сетях. Со скандалом было заблокировано Facebook[10].
- интерфейс управления контентом на экране телевизора[11].